# Glyn Johns
Glyn Johns (* 15. února 1942 v Epsom, Surrey, Spojené království) je britský hudební producent, zvukař, hudebník a člen Rock and Roll Hall of Fame. Známý je především pro svoji spolupráci s kapelami The Who, Eagles a The Beatles.

## Kariéra
Za svoji kariéru spolupracoval s mnoha významnými umělci, hlavně Bobem Dylanem, The Beatles, The Easybeats, The Band, The Rolling Stones, The Who, Led Zeppelin, Eagles, Ericem Claptonem, The Clash, The Steve Miller Band, Small Faces, Spooky Tooth, Ozark Mountain Daredevils, Blue Öyster Cult, Lindou Ronstadt, Emmylou Harris, Midnight Oil, New Model Army, Belly, Joe Satriani, Ronnie Lane, Rod Stewart a jeho skupinou Faces, Joan Armatrading, Buckacre, Gallagher and Lyle, Georgie Fame, Family, Helen Watson, Fairport Convention, Humble Pie a mnoha dalšími.
Na začátku své kariéry spolupracoval s kapelou The Presidents, poté navíc přibral i práci u IBC Studios na Portland Place v Londýně. S kapelou Beatles spolupracoval ke konci šedesátých let, připravil pro ně několik verzí alba, které později vyšlo pod názvem Let It Be a produkoval ho Phil Spector. Se skupinou Eagles natočil první tři alba a pomohl jim určit jejich styl a zvuk. V roce 1971 produkoval album kapely The Who s názvem Who's Next, které se stalo jedním z nejúspěšnějších rockových alb hudební historie. V následujícím roce spolupracoval se skupinou Faces na albu A Nod's as Good as a Wink to a Blind Horse. V současné době spolupracuje s kytaristou Ryanem Adamsem a také se skupinou Band of Horses. V roce 2012 byl přijat do Rock and Roll Hall of Fame.

## Rodina
Glyn Johns má v rodině další dva producenty, jeho bratr Andy Johns pracoval se skupinami Led Zeppelin, The Rolling Stones a Free a jeho syn Ethan Johns spolupracoval mimo jiné s kapelou Kings of Leon, Cenou Grammy oceněným Rayem LaMontagnem a filmovým hudebníkem a zpěvákem Rufusem Wainwritghtem, který nazpíval píseň „Hallelujah“ pro oficiální soundtrack k filmu Shrek.